# Ciśnienie aerostatyczne
Ciśnienie aerostatyczne – ciśnienie panujące wewnątrz gazu będącego w spoczynku i pozostającego w równowadze, pochodzące od jego własnego ciężaru.
Analogiczne ciśnienie w cieczy zwane jest ciśnieniem hydrostatycznym.
Ciśnienie aerostatyczne zależy od ciężaru właściwego i wysokości słupa gazu. Dla obszaru gazu w którym ma on stałą gęstość, określane jest wzorem:
{\displaystyle p_{h}=h\gamma =\rho gh}
gdzie
{\displaystyle h} – wysokość słupa gazu (m),
{\displaystyle \gamma } – średni ciężar właściwy gazu (N/m³),
{\displaystyle \rho } – gęstość (masa właściwa) gazu (kg/m³),
{\displaystyle g} – przyspieszenie ziemskie (m/s²)
Na powierzchni ziemi ciśnienie aerostatyczne odpowiada ciśnieniu atmosferycznemu. Jednakże ze względu na zmienność gęstości gazu wraz ze zmianą ciśnienia, równanie słuszne jest jedynie dla niewielkich wysokości h. Zależność ciśnienia od wysokości z uwzględnieniem zmiany gęstości gazu opisuje wzór barometryczny.